# Ема Лујза Тарнер
Ема Лујза Тарнер (Лангтон Грин, 9. јун 1867 — Кембриџ, 13. август 1940) је била енглески орнитолог и пионирски фотограф птица. Тарнер се почела бавити фотографијом са 34 године, након што је упознала фотографа дивљих животиња Ричарда Киртона. Придружила се Краљевском фотографском друштву  1901. године, а од 1904. је почела да држи говоре илустроване сопственим фотографским слајдовима; од 1908. године, када је имала 41 годину, афирмисала се као стручни предавач.
Ева Тарнер је провела део сваке године у Норфолку, а њена фотографија гнезда букавца у Норфолку из 1911. била је први доказ о повратку ове врсте у Уједињено Краљевство након њеног локалног изумирања крајем 19. века. Такође је много путовала по Уједињеном Краљевству и иностранству фотографишући птице.
Ева Тарнер је написала осам књига и многе чланке у часописима, а фотографија ћубастог гњурца донела јој је Златну медаљу Краљевског фотографског друштва. Била је једна од првих жена која је изабрана у чланство Линеовог друштва Лондона и прва жена почасни члан Британског савеза орнитолога. Иако није дипломирала, била је и почасни члан Британске федерације универзитетских жена. Изгубила је вид две године пре смрти.

## Младост
Ема Лујза Тарнер је рођена 9. јуна 1867. у Лангтон Грину, Ројал Танбриџ Велс, у Кенту, у породици Џона и Еме (рођене Овери) Тарнер. Била је њихово четврто и последње дете, после сестре Мери и браће Џона и Френка. Њен отац је био трговац мешовитом робом и текстилом са три радника у радњи. Породица је била довољно имућна да запосли гувернанту и слугу и да Ему пошаље у интернат.
Њена мајка је умрла 1880. године, када је имала 13 година, а са смрћу њене старије сестре Мери 1891. године, чини се да је Емин живот углавном био породичан, чак и након што је започела своју фотографску каријеру. То се наставило барем до смрти њеног оца, који је имао 83 године, 1913. Можда је такође помогла бринући се о деци свог брата Франка између смрти његове прве жене, Ени, 1895. и његовог поновног брака неких пет година касније.

## Хиклинг Брод
Тарнерова се почела бавити фотографијом након што је упознала пионирског фотографа дивљих животиња Ричарда Киртона 1900. године, придруживши се Краљевском фотографском друштву 1901. године, а од 1904. почела је да држи јавна предавања илустрована слајдовима сопствених фотографија. Од 1908. године постала је професионални предавач, израђујући сопствени рекламни материјал, а на попису из 1911. године уписала је своје занимање као "предавач орнитологије". Обично је фотографисала из близине  користећи опрему за камеру са сувим плочама.
Први пут је посетила Норфолк Бродс 1901. или 1902. године. Њени рани контакти укључивали су ловочувара Алфреда Нуда, који ју је водио на фотографске локације, и његовог рођака Кубита Нуда, који је постао њен помоћник на лицу места. Други ловочувар и професионални ловац на дивље птице, Џим Винсент, користио је своје опсежно познавање области да пронађе птице и гнезда. Тарнеров пријатељ, велечасни Морис Бирд, кога је вероватно упознала преко Ричарда Киртона, водио је природњачки дневник 50 година и стога је такође могао да дели информације са њом.
Четврт века Тарнерова је живела и радила део сваке године, укључујући две зиме, у Хиклинг Броду у Норфолку. Углавном је боравила на кући чамцу сопственог дизајна, који је назвала по барском петловану (Rallus aquaticus), првој птици коју је фотографисала у Норфолк Бродсу. Чамац с равним дном превезен је колицима у Хиклинг и поринут у марту 1905. Такође је поседовала колибу на малом острву на југоистоку Хиклинг Брода, које је постало познато као "Острво Тарнерове". Колиба је коришћена као фотографска мрачна соба и резервна спаваћа соба када су посетиоци боравили. 
Врхунац њене каријере, 1911. године, било је проналажење са Џимом Винсентом и фотографисање гнезду букавца (Botaurus stellaris), врсте која није забележена да се гнезди у Великој Британији од 1886. године. Њене фотографије гнезда укључивале су фотографије ретке еје ливадарке (Botaurus stellaris) и првог познатог гнездећег спрудника убице (Calidris pugnax) у Норфолку од 1890. Неуобичајено за то време, имање Вајтсли, које је поседовало већи део подручја, и за које је ловочувар Винсент радио од 1909. до 1944. године, активно је штитило своје птице грабљивице. Иако су се у то време тамо узгајала и еја ливадарка и тада још ређа еја мочварица (Circus aeruginosus), ниједна није поменута у њеној књизи Broadland Birds. 
Ема Тарнер је била пионир прстеновања птица у Великој Британији, којој су додељени први прстенови мале величине (бројеви 1–10) које је издала британска шема за обележавање птица Харија Витербија 1909. године. У пракси, чини се да је урадила мало, или ништа значајно након прве године.
Чини се да је генерално била у форми и описивана је као „прилично способна да плута или весла чамац“, али је током живота патила од напада болести, са значајним нападом у лето 1907. Узрок њене болести је непознат, иако се сугерише да је туберкулоза. Држала је псе, посебно манчестерске теријере, које је дресирала да истерују птице како би их могла пребројати.

## Путовања до 1923.
Иако је Тарнерова проводила део године у Норфолку сваке године од 1901. до 1935. године, она је такође много путовала даље. Од породичне куће у Лангтон Грину, возила је кочије до места у Кенту и Сасексу, али је такође путовала много даље, укључујући неколико недеља на удаљеном Северном Јујсту 1913. године, где је видела како се размножавају морски гњурци и друге птице. Следеће године била је гост Мери Расел, војвоткиње од Бедфорда у њеној кући у Пертширу. Војвоткиња је такође била страствени орнитолог, а две жене су се познавале неколико година. Када је војвоткиња допловила до острва Фер  трајектом Сафир, успут је оставила Тарнерову у Стромнесу, на острву Оркни. На Оркни, Тарнерова је покушала да фотографише морске птице које се размножавају, отишла је на једнодневни излет у Хој, и кроз случајни сусрет нашла се као гошћа у замку Балфур на Шапинсеју. Њен домаћин, пуковник Дејвид Балфур, одвезао ју је назад до Оркнија да би стигла трајектом за Инвернес, одакле је отишла у Авијемор да потражи чупаве сенице (Lophophanes cristatus).
Отишла је у замак Линдисфарн на Светом острву у јесен као гост Едварда Хадсона, власника часописа Country Life, и тамо је остала током зиме 1914–1915. све до маја. Острво је жариште миграције птица; направила је неколико излета бродом до острва Фарне,   9,7 км далеко.
Вероватно је почетком 1913. Тарнерова купила кућу у Гиртону близу Кембриџа, њен стални дом за следећу деценију. Њени часописи за 1916. и почетка 1917. недостају, али изгледа да је од средине Првог светског рата радила као куварица одељења добровољне помоћи са пола радног времена у помоћној војној болници у Кранбруку, недалеко од Лангтон Грина.
Прво путовала Тарнерове у иностранство било је почетком лета 1920, када је отишла на острво Тексел у Холандији. Истраживала је острво бициклом, а њена главна циљна врста биле су оне које се више не размножавају редовно у Великој Британији, укључујући црну чигру (Chlidonias niger), еју, црнорепу шљуку (Limosa limosa) и авоцету (Recurvirostra avosetta). Посебно ју је погодио велики број распеваних славуја (Luscinia megarhynchos). Путовање у Италију крајем 1922. у којем је посетила њене главне културне центре изгледало је углавном посвећено уметности и архитектури, а редак орнитолошки коментар у њеном дневнику био је виђење плавог коса (Monticola solitarius).

## Сколт Хед
Национални фонд је купио острво Сколт Хед у Норфолку 1923. за његове чигре и друге птице које се размножавају, али је био забринут због штете коју су колонијама које се гнезде нанели сакупљачи јаја, и, нехотице, посетиоци који су шетали острвом површине око 490 ха. У то време, Тарнерова се етаблирала као фотограф, стручњак за птице и аутор. Друштво природњака Норфолка и Норича предложило је да се именује „чувар“ (управник) који ће надгледати резерват, а када је Тарнеровој речено да се боре да пронађу неког прикладног, сама се пријавила као добровољац, чиме је постала први становник „чувар” острва.
Са 57 година, Тарнерова се нашла у резервату у скромној колиби током сезоне парења, без напајања електричном енергијом, и у значајној зависности од кише за снабдевање слатком водом. Тада заштићене, птице су напредовале, број гнездећих парова обичних чигри (Sterna hirundo) и сендвич чигре (Thalasseus sandvicensis) порастао је са 17 на 800 односно са 59 на 640 до 1925, њене последње године. Осим што је проучавала морске птице које се размножавају, била је у могућности да прати птице селице и пронашла ретку црну роду (Ciconia nigra). Написала је књигу, Посматрање птица на Сколт Хеду, о својим искуствима на острву. Штампа је често описивала као најусамљенију жену у Енглеској, али је истакла да се никада није осећала усамљеном и да је често имала посетиоце.

## После 1925.
Убрзо након боравка на острву Сколт, Тарнер се преселила из Гиртона у Кембриџ и наставила да се препушта својој страсти за баштованством у својој новој кући у предграђу. Била је активна у Кембриџ орнитолошком клубу, сада Кембриџ птичјем клубу, поставши потпредседник и члан одбора. Отишла је у Шкотску 1926. године, иако се чинило да је до тада била мање активна као фотограф, можда се концентрисала на своје писање. Две године касније, отишла је у Корнвол да види црвенокљуне галице (Pyrrhocorax pyrrhocorax), где је још само неколико парова остало у том округу. 
Године 1929. отпутовала је у Амстердам као чланица Међународног орнитолошког конгреса, који је организовао екскурзије у Тексел, језеро Нарден и Званенвотер. Око 1933. отишла је на крстарење Медитераном са главним полицајцем острва Ман, потпуковником Хенријем Вилијамом Мадоком и његовом супругом. Видели су више од 150 врста, укључујући 52 које су биле нове за Тарнерову. После овог путовања, њени дневници постају спорадични и некомплетни, и изгледа да више није путовала у иностранство.

## Почасти
Тарнерова је 1905. године награђена златном медаљом Краљевског фотографског друштва за своју фотографију чубастог гњурца. Џим Винсент је такође добио златну медаљу за учешће у добијању њене слике, у његовом случају од Краљевског друштва за заштиту птица.
Изабрана је за једну од првих 15 чланица Линеовог друштва у децембру 1904. Тада је са 38 година била једна од млађих жена које су примљене.
Ема Тарнер је била једна од прве четири женске почасне чланице Британске уније орнитолога примљене 1909. године,  и била је једина жена, заједно са 10 мушкараца,  укључена у позив из 1933. који је довео до оснивања Британског фонда за орнитологију, организације за проучавање птица на Британским острвима. Њено учешће у позиву било је довољно необично да је довело до тога да ју је The Daily Telegraph 7. јула 1933. нехотице навео као господина Е Л Тарнера. Била је председница Друштва природњака Норфолка и Норича од 1921. до 1922.
Била је потпредседница Краљевског друштва за заштиту птица, иако се касније посвађала са организацијом након, како је сматрала, неправедног и презривог прегледа њене књиге из 1935. „Свака башта је уточиште за птице“. Проглашена је за почасног члана Британске федерације универзитетских жена, иако није дипломирала.

## Последње године
Тарнерова је изгубила вид две године пре смрти 13. августа 1940, а операција уклањања катаракте била је неуспешна. Неуспела операција и појава фотографије у боји, за коју је веровала да ће довести до заборава њеног животног дела, значило је да њене последње године нису биле срећне.
У тестаменту је тражила да буде кремирана. Своје фотографске материјале је оставила Британском фонду за орнитологију, а њена ауторска права на књигу и 50 фунти завештани су њеном нећаку, Џефрију Кетеру Тарнеру. Њени чамци, намештај и већина других личних ствари остављени су њеној нећакињи, Енид Мери Фаулер. Такође је постхумно исплатила 900 фунти које јој је њен брат Франк дуговао. Њена имовина је процењена на 3031 фунти.

## Наслеђе
Тарнерова је била пионир у свом фотографском раду у смислу њене припреме, достигнућа и естетике, и заслужила је похвале од професионалних фотографа као што је Вилијам Плејн Пајкрафт.
Такође је била поштована због свог писања, што је изазвало похвале у националним новинама, укључујући The Daily Telegraph, The Guardian и  Обсервер. Обсервер, рецензирајући Посматрање птица на Сколт Хеду, похвалио је ауторово знање и посвећеност, и рекао о квалитету писања „Добро је као било шта на Путовању Бигла“. Њена књига Broadland Birds, објављена 1924. године, чинила је основу за радио програм о њеном животу, Emma Turner; a life in the reeds, емитовао Би-Би-Си 2012. године, у продукцији Саре Блант и са звучним снимцима Криса Вотсона.

## Публикације
Тарнер је направила стотине, ако не и хиљаде, фотографија у свом животу, од којих су се многе појавиле у њеним бројним публикацијама. Већина њених оригиналних плоча је поклоњена или завештана, али осим неких њених слика, чинило се да су скоро све изгубљене од 1940. до 2020. године, када су стотине плоча и слајдова пронађене у картонској кутији у седишту Британском фонду за орнитологију у Тетфорду.
Написала је осам књига, а такође је била главни сарадник или уредник поглавља у најмање шест других публикација са више уредника,  написала је осам од 48 прилога у The British Bird Book и осам делова  Wildlife of the British Isles in Pictures.  Најмање од 1911. до 1915. радила је на извештају о птицама Норфолка, али он никада није објављен, вероватно зато што је одлучила да не укључи записе са имања Вајтсли, и од тада није пронађен ниједан рукопис.
Ема Тарнер је написала више од 30 чланака за British Birds, од којих је један био преглед биологије узгоја букавца из 1919. илустрован фотографијама његовог гнезда. Доприносила је другим часописима, најчешће Transactions of the Norfolk and Norwich Naturalists' Society.
Била је редовни сарадник Country Life-а, за који је написала више од 60 чланака, а такође је често доприносила другим локалним и националним публикацијама, укључујући четири чланка у Тајмсу о дивљим животињама у Норфолку. Њене фотографије су често објављиване у The Photographic Journal-у,  а 1917. је била коаутор техничког чланка о процесу полутона у истој публикацији.
Поред свог професионалног писања, Ема Тарнер је водила дневнике. Они су, заједно са исечцима за штампу и фотографијама, донирани Британском фонду за орнитологију 2011. године, иако је њен рукопис толико нечитак да је потребна специјалистичка процена. 

### Књиге
- with Bahr, P H (1907). The Home Life of Some Marsh Birds. London: H. F. & G. Witherby.[л]
- Broadland Birds. London: Country Life. 1924.
- with Gurney, Robert (1925). A Book about Birds. London: C Arthur Pearson.[љ]
- Birdwatching on Scolt Head. London: Country Life. 1928.
- Stray Leaves from Nature's Notebook. London: Country Life. 1929.
- Togo, My Squirrel. London: J W Arrowsmith. 1932.
- My Swans the Wylly-Wyllys. London: J W Arrowsmith. 1932.
- Every Garden a Bird Sanctuary. London: H.F. & G. Witherby. 1935.

### Одабрани чланци
- A nesting Reeve in Norfolk. 22 (17 August). 1907. стр. 231—233  — преко Викизворника.
- „The return of the Bittern”. Transactions of the Norfolk and Norwich Naturalists' Society. 9 (3): 433—436. 1912.
- „The bittern in the Norfolk Broads: 'A great entail'”. British Birds. 13 (1): 5—12. јун 1919.
- „Notes on the breeding of the Bittern in Norfolk”. Transactions of the Norfolk and Norwich Naturalists' Society. 10 (4): 319—334. 1919.
- „Presidential address: The Status of Birds in Broadland”. Transactions of the Norfolk and Norwich Naturalists' Society. 11 (3): 227—240. 1922.